# فضای نهایی
فضای نهایی (انگلیسی: Final Space) یک انیمیشن علمی-تخیلی برای گروه سنی بزرگسالان است که از شبکهٔ تی‌بی‌اس پخش می‌شود. تهیه‌کنندگان این اثر فیلم‌ساز اینترنتی اولان راجرز و دیوید ساکس هستند. داستان فضای نهایی مربوط به ماجراجویی‌های یک فضانورد به نام گری گودسپید و دوستان فضایی‌اش است.
این سریال بعد از ۳ فصل در دسامبر ۲۰۲۱ لغو شد

## صداپیشگان
- اولان راجرز در نقش گری / مون‌کی / تریبور[۱]
- فرد ارمیسن در نقش کی‌وی‌ان[۲]
- تام کنی در نقش هیو[۳]
- دیوید تننت در نقش لرد کمندر[۴]
- تیکا سومپتر در نقش کوین
- استیون ین[۲] در نقش کاتو کوچک
- کاتی گلووی در نقش Avocato[۵]
- کیلب مک‌لافلین در نقش گری جوان[۲]
- ران پرلمن[۶]
- جان دیماجیو[۲] در نقش ترک / متفرقه
- جینا تورس
- Shannon Purser[۲]
- کیث دیوید[۲]
- اندی ریکتر[۲]
- کانن اوبراین در نقش کلیرنس[۲]
- ایگزیبیت
- Myriam Sirois